# Heinz Barwich
Heinz Barwich (* 22. Juli 1911 in Lankwitz; † 10. April 1966 in Köln) war ein deutscher Kernphysiker. Er war der erste Direktor des Zentralinstituts für Kernforschung (ZfK) in Rossendorf bei Dresden und später Vizedirektor des Vereinigten Instituts für Kernforschung in Dubna. Er war nach dem Zweiten Weltkrieg maßgeblich am sowjetischen Atombombenprojekt beteiligt. Barwich war seinerzeit einer der international bekanntesten Physiker der DDR; 1964 floh er in den Westen.

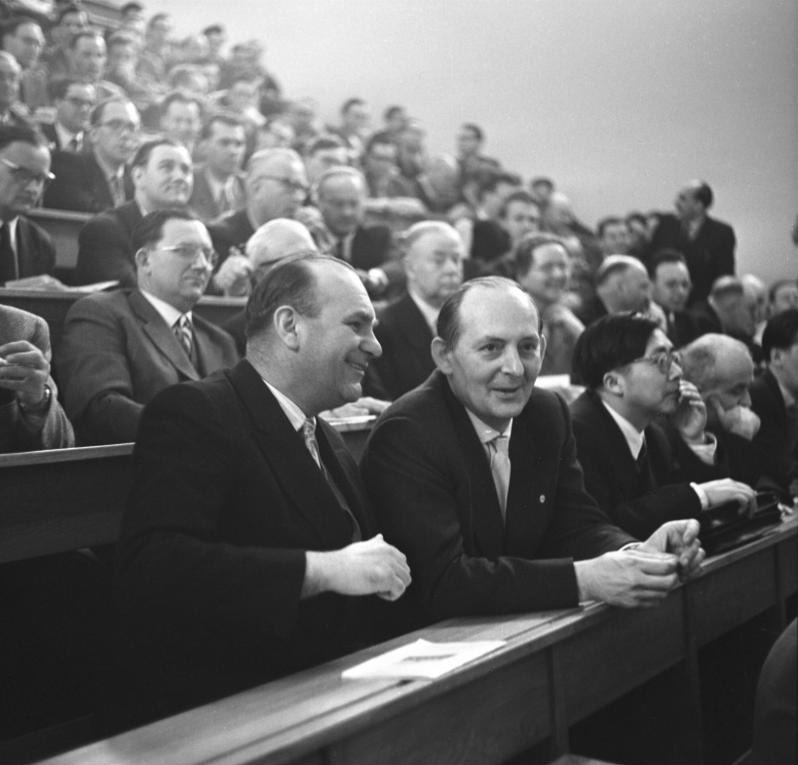
Heinz Barwich (links) im Gespräch mit Robert Havemann bei der Jahrestagung der Physikalischen Gesellschaft der DDR 1958

## Studium und Promotion
Barwich ist geboren und aufgewachsen in Berlin-Lankwitz. In offiziellen Biographien der DDR heißt es, er entstamme einer „Arbeiterfamilie“. Tatsächlich war sein Vater Franz Barwich ein Aktivist der damaligen Arbeiterbewegung und einer der Theoretiker des Anarchosyndikalismus. Er verfasste zahlreiche Schriften über Anarchismus sowie über die russischen Revolutionäre Michail Bakunin und Pjotr Kropotkin und deren Ideologien.
Als Sechzehnjähriger machte Barwich 1927 an der Oberrealschule das Abitur. Danach absolvierte er ein Praktikum bei AEG in Berlin. 
Er bekannte sich in den 1920er und 1930er Jahren zu linken Ideologien und genoss daher später besonderes Vertrauen in der Sowjetunion. 
Im Jahr 1929 begann er ein Studium der Elektrotechnik an der TH Berlin-Charlottenburg, wobei er Vorlesungen der großen Pioniere der modernen Physik wie Max Planck, Albert Einstein und Werner Heisenberg besuchte, „um einige der bekanntesten zu nennen“. Sie dürften der Grund für seine Änderung des Studienganges 1930 gewesen sein, als er bis 1933 ganz zu Mathematik und Naturwissenschaften wechselte. Seine Diplomarbeit fertigte er bei Gustav Hertz über die Messung der Planck-Konstante mit Hilfe des Photoeffekts an, bei ihm promovierte er auch 1936 über Fragestellungen der Isotopentrennung nach der Diffusionsmethode, die Hertz als Pionier auf diesem Gebiet damals bearbeitete.

## Tätigkeit in der Zeit des Nationalsozialismus
Barwich folgte Hertz unmittelbar nach seiner Dissertation ins Siemens-Forschungslabor II nach Berlin, nachdem Hertz als „Vierteljude“ seine Prüfungserlaubnis entzogen worden war. Dieses Schicksal ereilte in den 1930er Jahren viele jüdischstämmige Wissenschaftler, die dann den Weg in die Industrieforschung suchten. Das Forschungslabor musste allerdings seine Arbeiten zur Kernphysik einstellen und sich mit kriegsrelevanten Fragestellungen der Ultraschall-Technik, speziell der Torpedo-Zündung beschäftigen. In den Jahren 1934 bis 1945 war Barwich als wissenschaftlicher Mitarbeiter im Forschungslabor der Firma Siemens & Halske tätig, das sich ab Kriegsbeginn 1939 mit Arbeiten für die Marine zur Verbesserung von Torpedozündern befasste.

## In der Sowjetunion
Durch seine Beschäftigung mit Problemen des elementaren Trennvorganges in einer Pumpe und dem Ablauf der Prozesse in der Kaskade machte Barwich sich zum Mitstreiter der 1945 in die UdSSR nach Suchumi verbrachten Atomspezialisten um den Nobelpreisträger Gustav Hertz, Manfred von Ardenne, Max Steenbeck und andere. Als einer der wenigen Atomspezialisten ging er 1945 jedoch freiwillig in die Sowjetunion, wie er nachbetrachtend beschreibt: „Am 10. Juni 1945 entschloss ich mich, in die Sowjetunion zu gehen. Ich war 33 Jahre alt, verheiratet, hatte drei kleine Kinder, das vierte wurde erwartet. Auch ich war arbeitslos. So fiel mir der Entschluss nicht schwer.“
Von 1945 bis 1955 war Barwich als Atomphysiker und Spezialist für Isotopentrennung im Dienste der UdSSR tätig. Er war mit weiteren deutschen Wissenschaftlern zeitweise in den Instituten im Uralgebiet und in Agudsera südlich von Suchumi (Abchasien) untergebracht.
Nach dem ersten erfolgreichen Atombombenversuch wurde ihm 1951 zusammen mit Gustav Hertz und Juri Krutkow der Stalin-Preis der UdSSR zweiten Grades verliehen.

## Rückkehr in die DDR

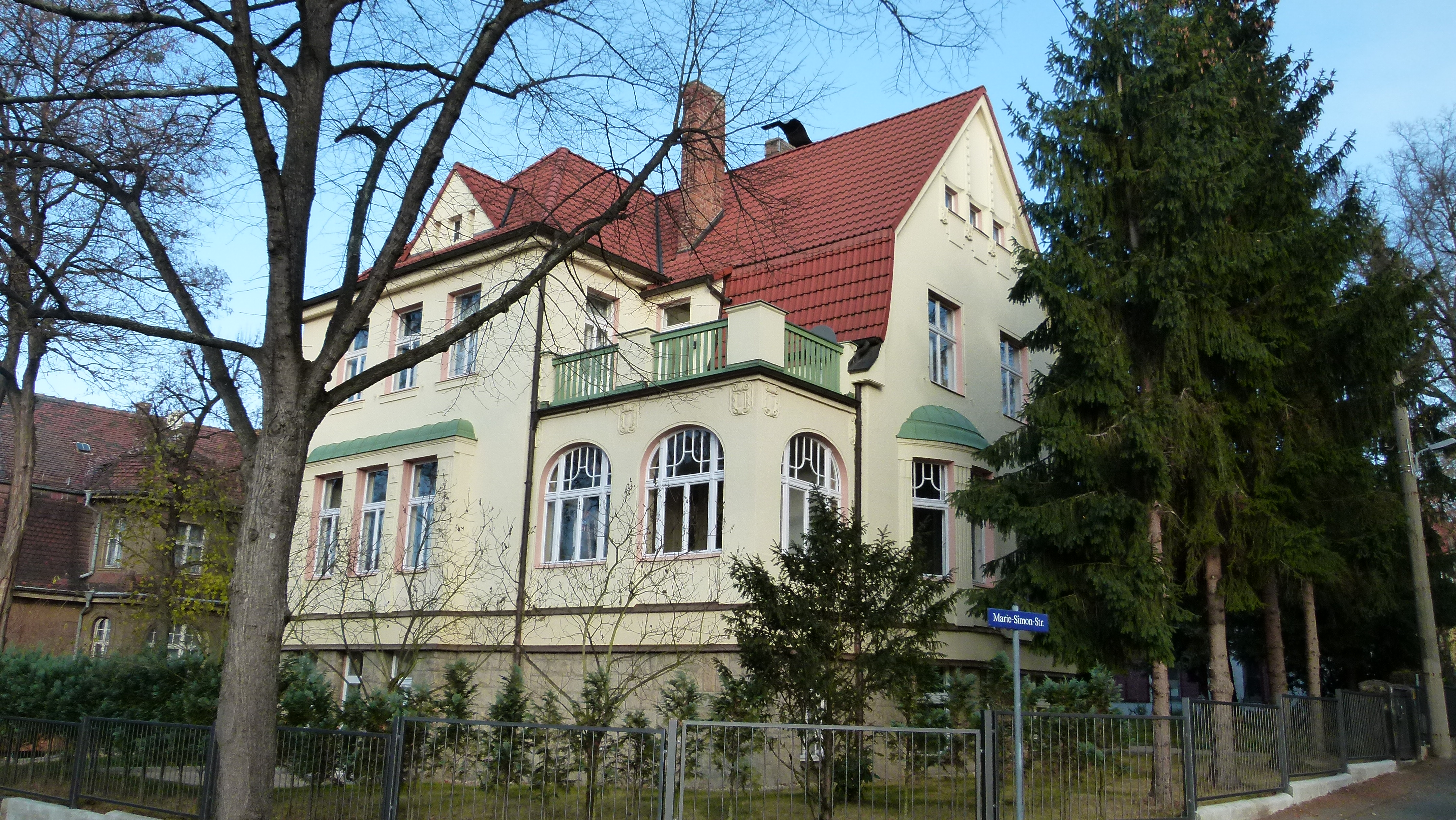
Wohnhaus von Heinz Barwich in Dresden-Weißer Hirsch

Nach seiner Rückkehr aus der Sowjetunion in die DDR war Barwich als Berater der Deutschen Akademie der Wissenschaften (DAW) tätig. Von 1955 bis 1964 war er mit Unterbrechung Direktor des in Rossendorf bei Dresden gelegenen Zentralinstituts für Kernforschung (ZfK), das 1956 zum Aufbau der Nuklearforschung in der DDR gegründet wurde. Seine Mitarbeiter waren damals Professor Kurt Schwabe und der als Atomspion bekanntgewordene Klaus Fuchs. Zugleich war er Professor mit Lehrauftrag für Kerntechnik an der Technischen Hochschule Dresden.
Von 1961 bis 1964 war er Vizedirektor des Vereinigten Instituts für Kernforschung in Dubna, dessen Beraterteam er als Vertreter der DDR bereits angehörte. Er zählte damals zu den führenden Kernphysikern Ostdeutschlands.
Barwich war nach eigenen Aussagen nie Mitglied einer Partei gewesen, weder in der KPD, noch in der NSDAP oder SED. Während seiner Forschungstätigkeit in der DDR war er Mitglied des Nationalrates der Nationalen Front, Vizepräsident des Deutschen Friedensrates, Mitbegründer des Forschungsrates und Mitglied des „Rates für die friedliche Nutzung der Atomenergie bei der Regierung der DDR“.

## Flucht in den Westen
Dennoch floh er 1964 während der 3. Genfer Atomkonferenz überraschend in den Westen. Er sagte dazu, der Mauerbau 1961 habe ihm den Rest jedes Vertrauens in das „neostalinistische System Ulbrichts“ geraubt. Seinen Absprung in den Westen bereitete er in Kontakt mit der CIA vor, die ihm Hilfe bei der Flucht seiner Familie zusicherte. Während der Flucht wurden sein Sohn Peter und seine Tochter Beate von den DDR-Grenzern abgeführt und darauf zu mehrjährigen Haftstrafen verurteilt. Später wurden sie von der Bundesrepublik freigekauft.
Barwich selbst reiste von der Konferenz in die Bundesrepublik, wo er politisches Asyl in den USA beantragte. Während seines Aufenthaltes 1964 bis 1965 in den USA stellte er sich einer Befragung durch den Unterausschuss des US-Senats für innere Sicherheit.
Im März 1965 kehrte er in die Bundesrepublik Deutschland zurück. Er starb am 10. April 1966 in Köln. 
Postum erschien im Folgejahr seine Autobiografie Das rote Atom (1967, 1969, 1970 und 1984 aufgelegt).

## Persönliches
Barwich war zweimal verheiratet. Seine erste Ehe wurde 1955 nach Rückkehr in die DDR geschieden. 1960 heiratete er Elfi Heinrich, die damals als Fachdolmetscherin im ZfK tätig war und später Fachbereichsleiterin an der Volkshochschule Köln wurde. Aus seiner ersten Ehe gingen vier Kinder hervor, ein Sohn und drei Töchter.

## Ehrungen
Im Jahr 1951 erhielt er in der UdSSR den Stalin-Preis. Er bekam zudem den Nationalpreis der DDR II. Klasse für Wissenschaft und Technik. Auch heute wird seiner Person mit Hochachtung gedacht, so im Helmholtz-Zentrum Dresden-Rossendorf anlässlich seines 100. Geburtstags.

## Werke
- Die Zukunft gehört dem Sozialismus. Mit Brunolf Baade, hrsg. von der Nationalen Front des Demokratischen Deutschland, Nationalrat, Büro des Präsidiums, 1957.
- Das Zentralinstitut für Kernphysik am Beginn seiner Arbeit. Mit Josef Schintlmeister und Fritz Thümmler, Akademie-Verlag, 1958.
- Lehrbuch der Kernphysik. Bd. 3. Angewandte Kernphysik. Mit Gustav Hertz, Teubner in Verwaltung, 1963.
- Das Rote Atom. Als deutscher Wissenschaftler im Geheimkreis der russischen Kernphysik. Mit Elfi Barwich, München/Bern, Scherz-Verlag, 1967 (weitere Ausgaben: Europ. Buch- und Phonoklub, 1969, Fischer-Bücherei, 1970, und Fischer-Taschenbuch, Frankfurt 1984).
- Die Trennung von Gasgemischen durch Diffusion in strömenden Quecksilberdampf. Springer-Verlag, Berlin 1936 (zugl. Dissertation, Technische Hochschule Berlin).